# Gaillac-premières-côtes
Pour les articles homonymes, voir Gaillac (homonymie).
Le gaillac-premières-côtes est un vin français d'appellation d'origine contrôlée du vignoble du Sud-Ouest de la France. Sa zone de production est située sur la rive droite du Tarn, dans la partie nord-ouest du département homonyme, au nord-est de Toulouse.
Vignoble de coteaux argilo-calcaire, il propose des vins blanc sec. Son histoire, confondue avec celle de gaillac est multi-millénaire ; il doit probablement sa création aux Gaulois, avant l'arrivée des Romains et son développement aux moines de l'abbaye Saint-Michel de Gaillac. Roger Dion et Marcel Lachiver, historiens du vin, considèrent tous deux, qu'avec celui de Côte-rôtie « Gaillac est le plus ancien vignoble de France ». La réputation de ses vins blancs lui vaut un classement en AOC en 1938. 
Le slogan de la commission interprofessionnelle des vins de Gaillac est : « Gaillac, parce que les vins d'avenir ont toujours un passé. »

## Historique
L'appellation gaillac-premières-côtes est imbriquée dans celle de gaillac. Les deux entités partagent une histoire commune jusqu'au classement en AOC en 1938.

## Géographie

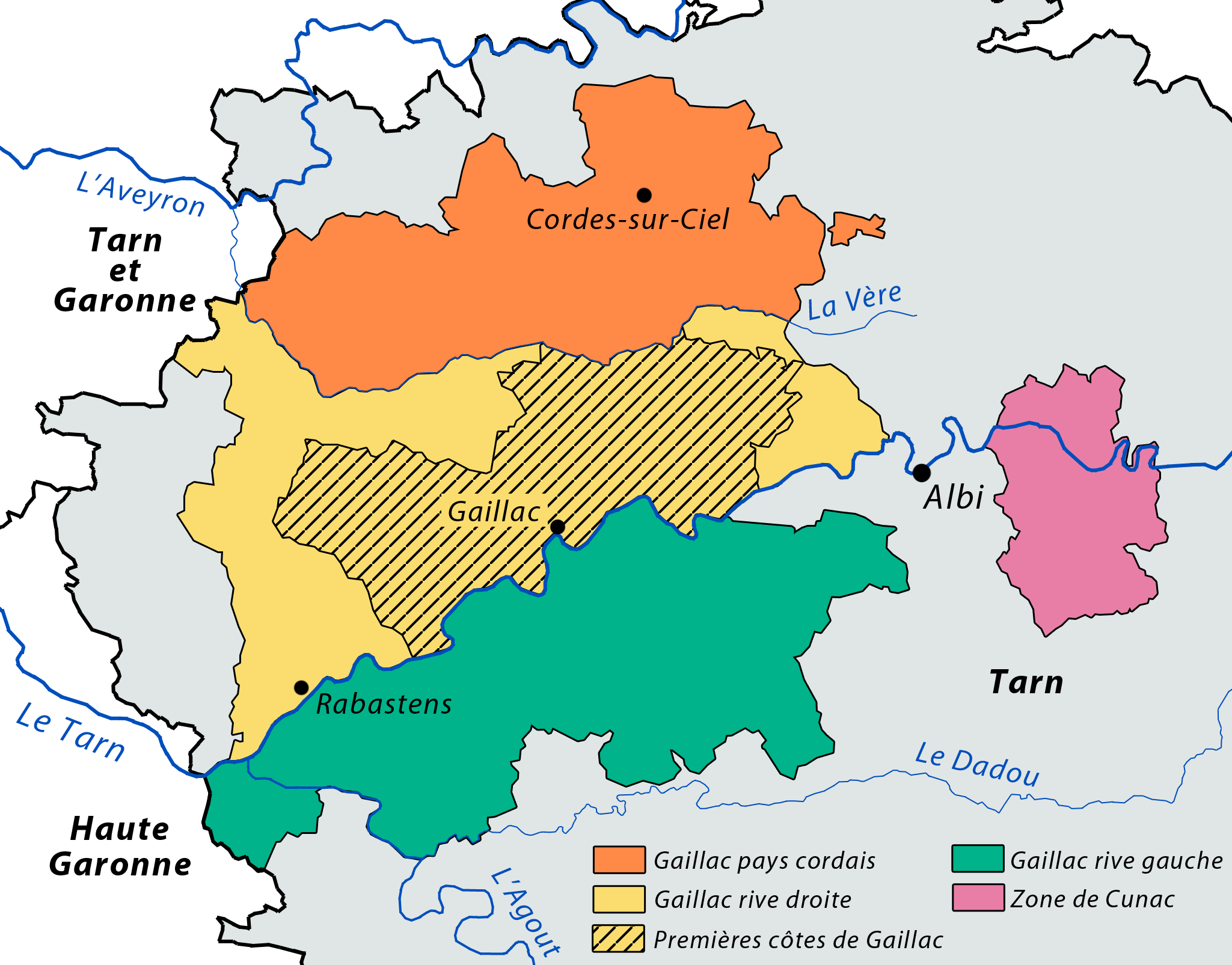
Carte des appellations de vins de gaillac et gaillac-premières-côtes.

### Situation
Gaillac se situe dans la région Midi-Pyrénées au sud-ouest de la France, dans le département du Tarn, à dix-huit kilomètres d'Albi et cinquante kilomètres de Toulouse. Son vignoble s'étend sur les coteaux au nord de la vallée du Tarn.
Le vignoble des premières côtes de Gaillac s'étend sur vingt kilomètres. Il commence à Castanet, et se poursuit jusqu'à Lisle sur Tarn à l'ouest, le long de la vallée du Tarn. Du nord au sud, il est délimité par les rivières Tarn et Vère.

### Aire d'appellation
L'AOC « gaillac-premières-côtes »  est délimitée à une partie des territoires des communes suivantes : Bernac, Broze, Cahuzac-sur-Vère, Castanet, Cestayrols, Fayssac, Gaillac, Labastide-de-Lévis, Lisle-sur-Tarn, Montels et Senouillac.

### Sols et orographie
Le vignoble occupe les coteaux argilo-calcaires vallonnés de la rive droite du Tarn, jusqu'à la vallée de la Vère. Ces terres profondes contiennent une réserve en eau qui permet d'alimenter la vigne au cours des étés souvent secs. L'altitude varie de 140 mètres (altitude moyenne de Gaillac) à près de 300 mètres (Castelnau-de-Montmiral). Le vignoble est souvent implanté en pente : les bas-fonds plats ne sont pas favorables à la vigne et les sommets sont souvent boisés. C'est le terroir où le mauzac exprime pleinement ses caractère et potentiel viticole. Les vins y sont souples, élégants, longs en bouche et supportent une vinification et un élevage en barrique.

### Climatologie

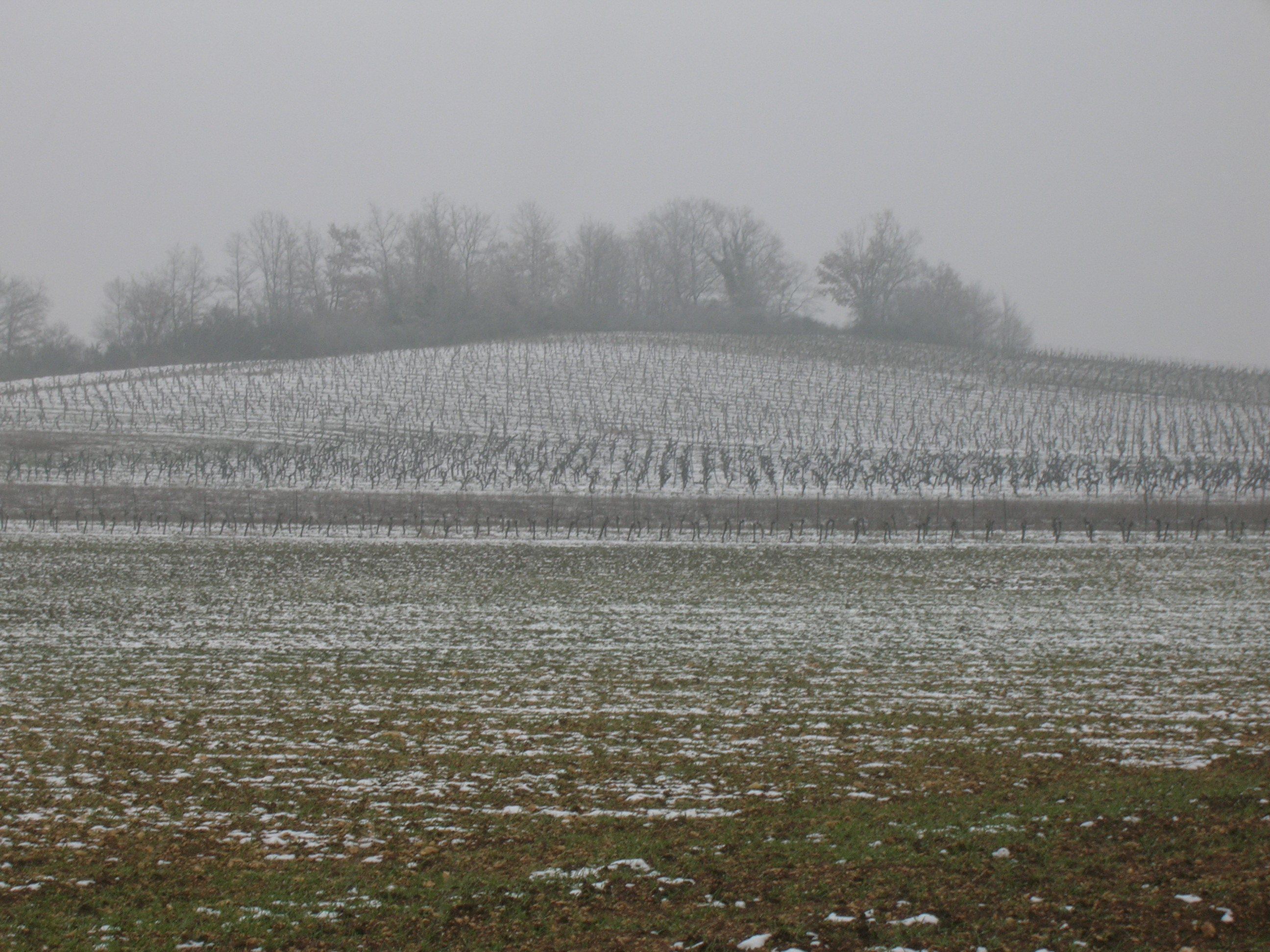
Colline produisant le gaillac-premières-côtes, sous la neige du 8 mars 2010.

Le climat gaillacois subit de multiples influences. 

« Le Tarn jouit d'un excellent climat pour les espèces, non pas de l'extrême midi et du midi, mais pour les cépages de la Gironde, de la Côte d'Or, du Beaujolais, des côtes du Rhône et de la Drôme; c'est là le meilleur climat qu'il puisse désirer. On peut planter dans le Tarn les vignes à toutes les expositions, à plat ou en coteau, au sud ou au nord, et ce n'est pas cette dernière exposition qu'il fera le moins de vin ni le plus mauvais. Il y gèle peu comparativement; malheureusement il y grêle beaucoup. »

— Jules Guyot
Le climat méditerranéen amène une chaleur sèche estivale et automnale favorable à la maturité régulière et optimale du raisin. La clémence du temps est un confort pour l'organisation des vendanges. Un vent sec, le vent d'Autan accentue cet effet ; il assure un assèchement des maladies cryptogamiques et une concentration de la matière sèche dans le raisin.
Ce climat est responsable d'un stress hydrique estival modéré (sauf les années exceptionnelles comme 2003) gage d'une bonne maturité des tanins du raisin, donc un facteur de qualité  du vin.
Le climat océanique amène une influence humide bien favorable à la croissance de la vigne au printemps, une belle arrière-saison favorable à la sur-maturité et de la douceur hivernale en évitant les risques de forte gelée.

#### Le climat local
Le climat local de la vallée du Tarn, orientée est-nord-est ouest-sud-ouest, explique qu'elle soit moins touchée par les orages de grêle que les vallées du Dadou ou de l'Agout plus au sud et que le vent d'Autan y soit moins violent. Il est possible de trouver-là une raison à la notoriété du vin de Gaillac sur ceux du sud du département aujourd'hui quasi disparu. Dans les années 1860, le docteur Guyot cite des vins rustiques sans comparaison avec ceux de Gaillac, alors que les sols y sont presque les mêmes.
Robert Plageoles attribue aussi une importance climatique à la forêt domaniale de la Grésigne. Cette dernière couronne le relief au nord-ouest de l'appellation.

#### Les microclimats
Les bas-fonds de vallée gélifs au printemps sont souvent réservés aux grandes cultures d'été (tournesol, maïs, soja). L'emplacement des vignes est réservé aux hauts des coteaux. L'orientation des parcelles au sud favorise la maturité des vins blancs les plus structurés, l'orientation au nord permet une évolution plus lente du raisin, gage de fruité et de compexité.

#### La station météorologique d'Albi
La station météorologique d'Albi est à vingt kilomètres de Gaillac. La ville d'Albi reçoit en moyenne de 97 jours de pluie. Les températures extrêmes relevées sont de -20,4 le 16 janvier 1985 et 40,8 le 12 août 2003 pour une moyenne de 14,7.
| Mois                              | jan. | fév. | mars | avril | mai  | juin | jui. | août | sep. | oct. | nov. | déc. | année |
| --------------------------------- | ---- | ---- | ---- | ----- | ---- | ---- | ---- | ---- | ---- | ---- | ---- | ---- | ----- |
| Température minimale moyenne (°C) | 2    | 2    | 4    | 6     | 11   | 14   | 16   | 16   | 12   | 10   | 5    | 3    | 8,4   |
| Température maximale moyenne (°C) | 10   | 11   | 16   | 18    | 22   | 26   | 28   | 29   | 24   | 20   | 13   | 10   | 18,9  |
| Ensoleillement (h)                | 105  | 122  | 183  | 178   | 228  | 225  | 259  | 256  | 202  | 139  | 95   | 86   | 2 077 |
| Précipitations (mm)               | 58   | 38,2 | 38,5 | 64,2  | 70,2 | 51   | 30,4 | 45,3 | 69,9 | 61,8 | 60,5 | 61,8 | 641,8 |

Sur le tableau ci-dessus, quatre mois apparaissent plus secs, en dessous de 50 mm de précipitations. La fin de l'hiver (février-mars) et le plein été (juillet -août). La taille de la vigne par temps sec est défavorable aux maladies du bois. Le printemps (avril, mai et juin) est bien arrosé, permettant une bonne pousse de la vigne à une époque où la pression des maladies cryptogamiques est supportable. En juillet août, la sècheresse fait souffrir la vigne, concentrant arômes et sucre dans le raisin. Septembre est à nouveau plus arrosé, mais les périodes de vent d'autan qui assèche terres et vignes tempèrent les excès. Lors des vendanges, le titre alcoométrique peut gagner 1 % tous les deux jours.
Cinq mois consécutifs, de mai à septembre, voient l'ensoleillement dépasser les 200 heures totales. Ce soleil est un facteur essentiel pour la synthèse du sucre et des précurseurs d'arôme et de couleur.
La moitié de l'année, de mai à octobre, la température mensuelle moyenne dépasse les 20 °C.

## Le vignoble

### Encépagement

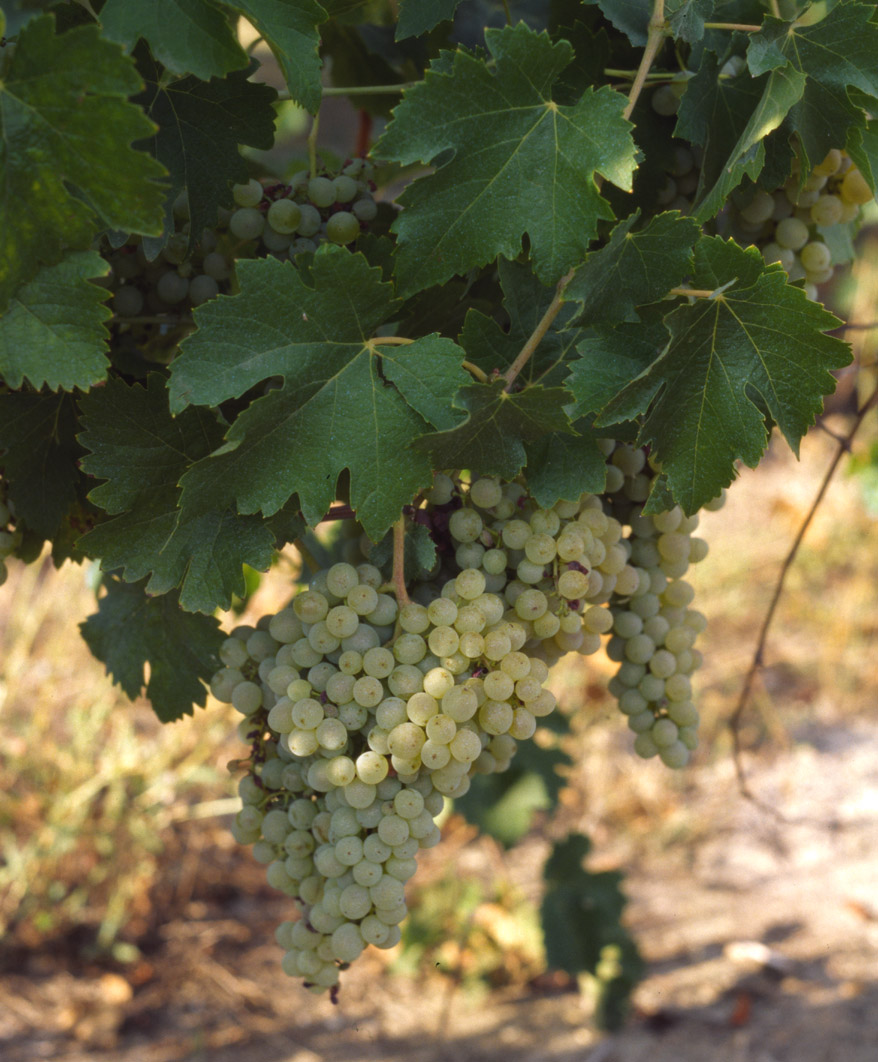
Grappe de len de l'el.

De nombreux auteurs et ampélographes ont souligné la singularité des variétés de raisin constituant l'encépagement dans le Gaillacois. Hugh Johnson en tire cette conclusion : « Ces cépages indigènes très anciens sont les témoins d'une époque qui a précédé la plantation des grands vignobles d'Aquitaine ».
Les cépages principaux autorisés en AOC sont le len-de-l'el B (lendelel ou loin-de-l'œil), le mauzac B, le mauzac rose Rs et la muscadelle. 
Les cépages complémentaires sont l'ondenc B et le sauvignon B.
La dernière version du décret AOC du 21 février 2007 précise qu'au moins un des cépages principaux est obligatoire et l'ensemble des cépages principaux doit être au moins de 50 % dans un assemblage. 
Le mauzac est un cépage bien adapté aux terrains argilo-calcaires, raison de sa domination dans les assemblages de l'appellation.

### Pratiques culturales

#### Obligations du décret d'appellation
La densité de plantation doit être au moins de 4 000 pieds par hectare avec des écartements entre rangs limités à 2,2 mètres en taille gobelet et 2,5 mètres pour les autres modes de taille. La distance entre pieds sur un même rang est de 0,8 mètre au minimum. Une haute densité de plantation induit une plus petite quantité de raisin par cep. La plante peut alors mieux se défendre contre les maladies et mieux nourrir ses grappes. Le raisin est donc de meilleure qualité, à bonne maturité, donnant un vin plus concentré, plus alcoolisé et plus stable, bref, un meilleur vin.
Les tailles en gobelet, guyot simple et cordon de royat sont pratiquées avec un nombre d'yeux fructifères totaux  limité à dix ou la taille en tirette avec 8 yeux fructifères. Ce nombre d'yeux est mesuré après épamprage. En effet, un cépage comme le fer servadou présente un pourcentage non négligeable d'yeux qui ne bourgeonnement pas. Une taille longue est alors pratiquée, les yeux surnuméraires étant enlevés par l'ébourgeonnage. 
La hauteur du feuillage doit dépasser 0,5 fois l'écartement entre rangs. Une surface foliaire optimale doit être saine (bonne capacité de photosynthèse), haute (bonne capacité à utiliser le soleil), et moyennement dense (trop dense, elle favorise une ambiance humide favorable aux maladies cryptogamiques et diminue leur rendement, les feuilles se faisant ombre elles).

#### Agenda du viticulteur
Durant l'hiver, le viticulteur gaillacois taille sa vigne. (entre novembre et mars) Généralement, il commence par tailler les parcelles les moins exposées au gel, terminant par celles situées dans les lieux les plus sensibles. En effet, la taille induit un retard de végétation; plus la taille se fait tard, plus tard sortiront les bourgeons. Or, lors d'épisodes gélifs en avril, seuls les petits rameaux sortis du bourgeons sont grillés par le gel. Un proverbe dit: Taille tôt, taille tard, rien ne vaut la taille de mars, mais la surface en vigne des exploitations ne permet pas de les tailler toutes en mars. À l'issue de la taille, avant le débourrage (sortie des bourgeons) le viticulteur broie les sarments issus de la taille. En réduisant la dimension des débris, il accélère le travail de décomposition des microorganismes. 
Dès le mois de mars, la pousse de l'herbe demande à être maitrisée. La vigne totalement désherbée disparait progressivement depuis les travaux de Claude Bourguignon; il a démontré que les herbicides à outrance tuaient le terroir. En premières côtes de gaillac, la majorité des vignes sont enherbées entre les rangs et désherbées sous le rang. Chez les viticulteurs bio, le travail du sol a aussi son importance dans la maîtrise de l'herbe. L'usage de l'herbe permet une concurrence vis-à-vis de la vigne, souvent bénéfique à la qualité du raisin. Pour cela, L'herbe doit cependant être constamment maintenue rase par des tontes régulières.
À partir du mois d'avril, commence la surveillance des maladies. La lutte raisonnée s'est mise en place depuis une quinzaine d'années et a séduit plus de 180 viticulteurs sur l'ensemble du vignoble gaillacois en 2005. L'observation est à la base de la réduction des quantités de produit de traitement. Le viticulteur doit découvrir les premiers symptômes de la maladie afin de prévoir le moment le plus judicieux pour apporter le remède. Quelques viticulteurs travaillent leurs vignes en respectant un cahier des charges de production de raisin bio.
À partir du mois de mai, la vigne réclame des soins quotidiens. Outre les traitements, l'épamprage commence,: il faut enlever les rameaux qui poussent sur le tronc et éclaircir ceux qui poussent trop serrés au cœur de la souche. Puis, vient le relevage des fils: après la taille, les viticulteurs ont descendu les fils de soutien de la vigne. Une fois la pousse suffisamment avancée, il faut relever les fils et les accrocher aux piquets de soutien, en entrainant les jeunes rameaux fragiles. Cette opération encourage la vigne à pousser vers le haut, libérant le rang pour éviter que le passage du tracteur n'abime les rameaux. La pousse de la vigne se poursuit bien au-delà de la hauteur de palissage. Pour limiter l'exubérance de la végétation, le viticulteur rogne sa vigne. 
Au mois d'août, c'est une courte période de calme, sauf si les orages d'été viennent bouleverser l'emploi du temps. L'automne, ce sont les vendanges. Elle nécessite une à trois heures de temps par hectare avec la machine à vendanger contre deux ou trois jours avec une équipe de vendangeurs. 

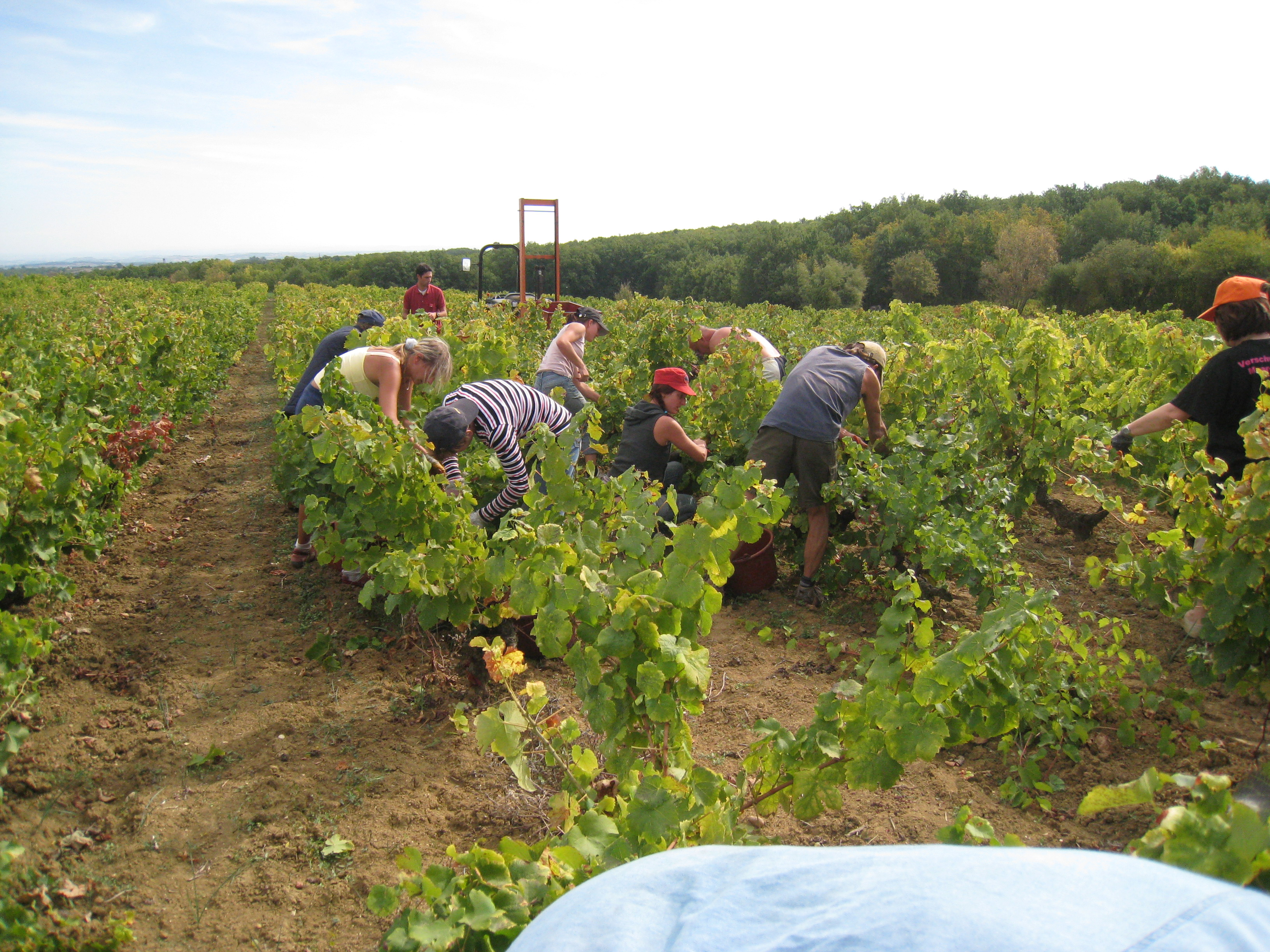
Vendange manuelle de mauzac B

Après les vendanges, l'entretien des vignes exige de remplacer les pieds de vigne morts ou manquants. Un trou à la tarière portée par le tracteur est rapide. La plantation peut se faire dès l'automne, avec des plants en pot ou au printemps en zone humide. Le trou de plantation reste béant tout l'hiver, favorisant l'oxygénation et donc la vie microbienne.

### Récolte
La date de récolte est évaluée par dégustation de grains de raisin et mesure du taux de sucre. Le décret d'appellation précise que la récolte ne peut se faire qu'avec au moins 178 grammes par litre de sucre, équivalant à un potentiel de titre alcoométrique de 11 %. Le rendement de production est limité à 45 hectolitres par hectare.

### Vinification et élevage

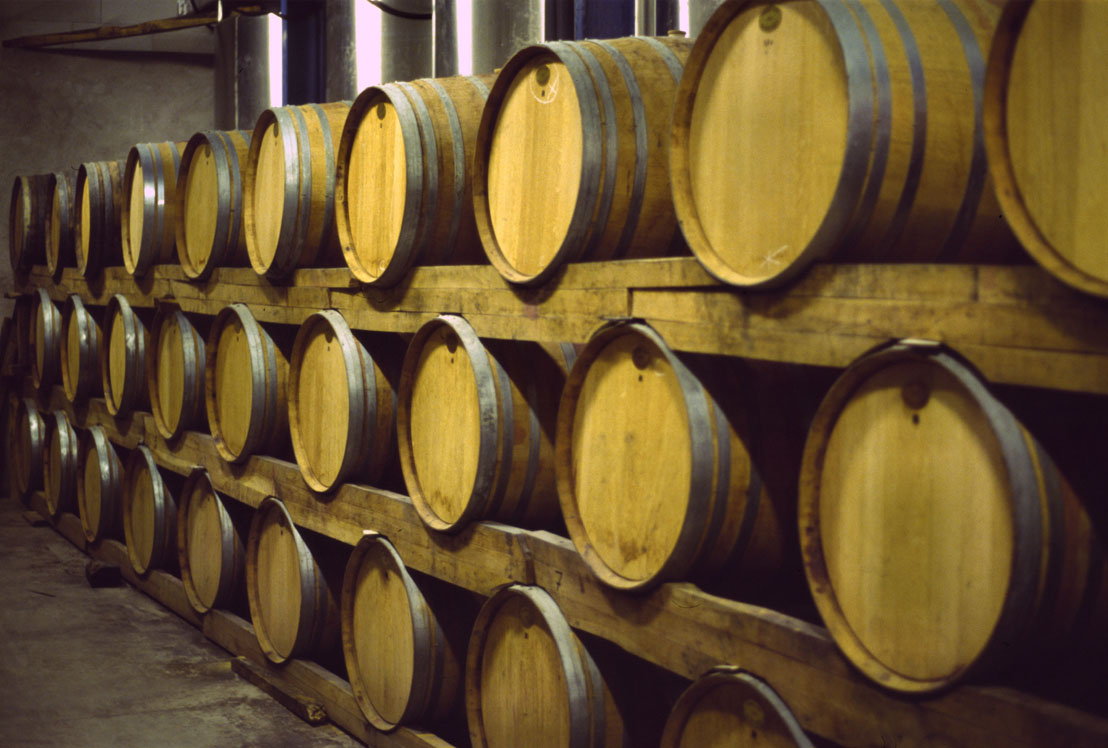
Élevage en barrique.

Le raisin est pressuré dès l'arrivée au chai ou peut subir une macération pelliculaire préalable. La fermentation alcoolique se déroule sous l'action des levures naturelles du raisin ou celles incorporées lors du levurage. À la fin de la fermentation, le taux de sucre ne peut pas dépasser 4 grammes par litre. Le gaillac premières côtes est un vin blanc sec. 
Avec ses conditions de production plus restrictives que celle du Gaillac blanc, le premières côtes est un vin plus concentré. C'est pour cela qu'il est parfois vinifié et élevé en barrique et est élevé comme un vin de garde.

## Vins et gastronomie
Les produits se conservent et vieillissent entre cinq et dix ans, tout en pouvant être dégustés jeunes. Marqués par une dominante mauzac, ils présentent une palette aromatique large : fleurs blanches, fruits blancs, fruits exotiques. 
Vins de garde, ils conviennent aux viandes, poissons et crustacés en sauce. À la fin du repas, ils accompagnent les fromages à pâte pressée comme le cantal, le laguiole, le saint-nectaire ou l'ossau-iraty ou les fromages à pâte pressée cuite, tels le comté, l'emmental ou le gruyère.

### Sources et références
1. 1 2  Gaillac premières côtes sur le site Passion-vin, consulté le 16 mai 2010.
2. ↑  Le code international d'écriture des cépages mentionne la couleur du raisin de la manière suivante : B = blanc, N = noir, Rs = rose, G = gris.
3. ↑  Décret du 27 octobre 2009.
4. ↑  Références sur la façon d'orthographier les appellations d'origine.
5. ↑  Marcel Lachiver, op. cit., p. 531.
6. ↑  Sources Météo-France
7. ↑  Climatologie mensuelle moyenne - Albi, France, consulté le 16 octobre 2009.
8. ↑  Hugh Johnson, Une histoire mondiale du vin, De l'Antiquité à nos jours, Hachette pratique, Paris, 2002, p. 88.
9. 1 2 3  Décret n°2009-1937 du 27 octobre 2009 relatif aux appellations d'origine contrôlées « Reuilly », « Sancerre », « Quincy », « Coteaux du giennois », « Menetou salon », « Pouilly-fumé », « Pouilly-sur-Loire », « Jurançon », « Gaillac ») sur le site legifrance.gouv.fr  , consulté le 18 février 2010.
10. ↑  Le mauzac B sur le site vignevin-sudouest.com, consulté le 17 février 2010.
11. 1 2 3  Sources : décret AOC du 31 août 2005.
12. ↑  Claude Bourguignon Le Sol, la terre et les champs (Ed. La Manufacture/Sang de la Terre. 1989 -  (ISBN 9782869851498))
13. ↑  Colloque sur l'enherbement
14. ↑  Optimiser ses traitements phytosanitaires grâce à la lutte raisonnée, du paysan tarnais du 7 juillet 2005, consulté le 12 février 2010 sur le site paysantarnais.com.
15. ↑  Épamprage des vignes au Mas Pignou sur le site vins-gaillac.com, consulté le 17 février 2010.
16. ↑  Ébourgeonnage au domaine de la Ramaye sur le site michelissaly.com, consulté le 17 février 2010.
17. ↑  Relevage, palissage et rognage au domaine de la Ramaye sur le site michelissaly.com, consulté le 17 février 2010.
18. ↑  Disponible sur internet Étude des vignobles de France, Tome 2, Région du centre-sud., consulté en ligne le 8 mars 2010.